# Bundesschule des Allgemeinen Deutschen Gewerkschaftsbundes
Die ehemalige Bundesschule des Allgemeinen Deutschen Gewerkschaftsbundes ist ein Komplex von Lehr- und Verwaltungsgebäuden im Norden von Bernau bei Berlin im Stadtteil Bernau-Waldfrieden. Er wurde vom Architekten Hannes Meyer mit Hans Wittwer und Studenten des Bauhauses entworfen, zwischen 1928 und 1930 erbaut und steht seit 1977 unter Denkmalschutz. Im Juli 2017 wurde die Bundesschule zum Weltkulturerbe der UNESCO erklärt.

## Architektur

### Konzept

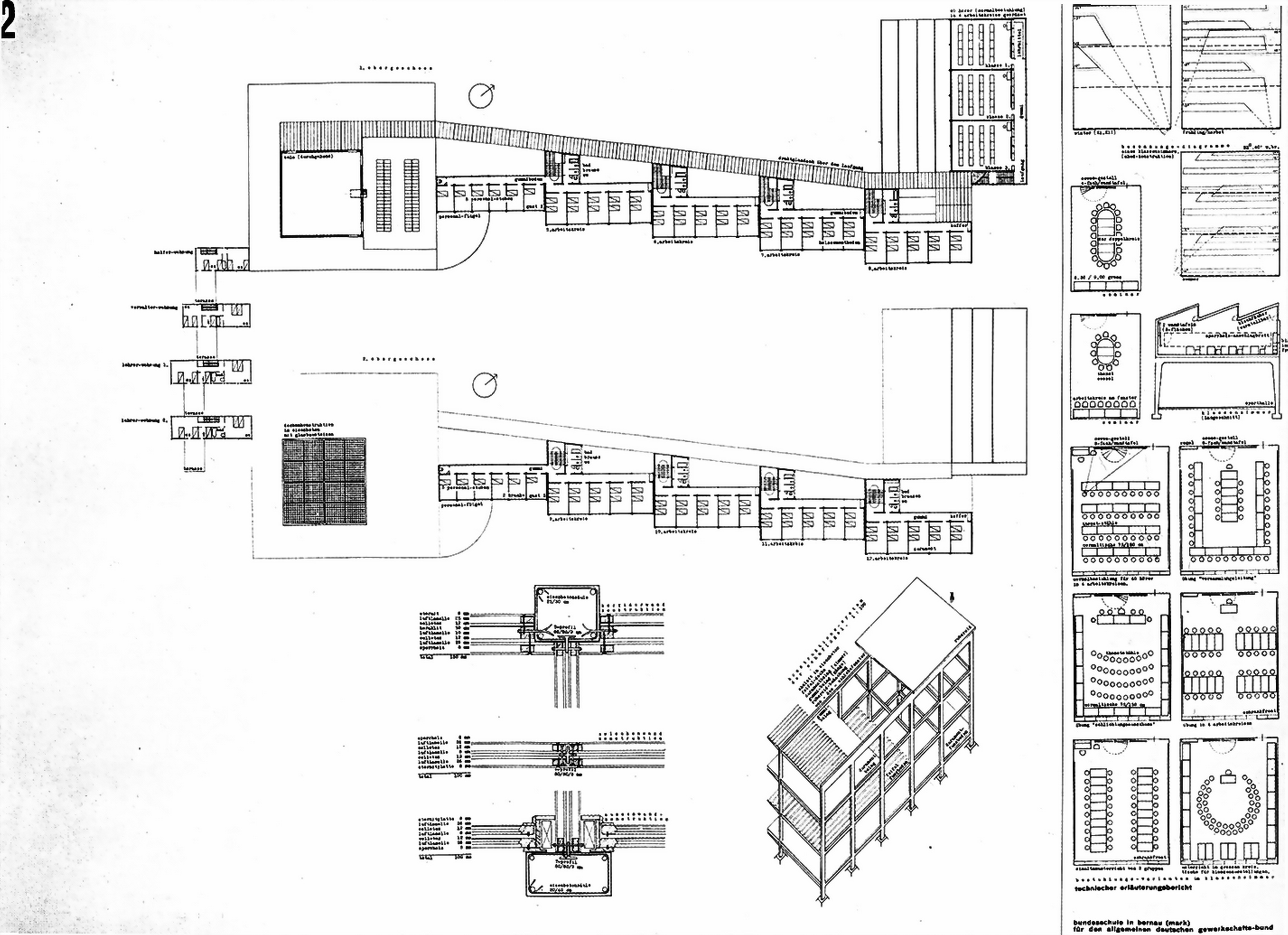
ADGB-Bundesschule in Bernau, Schaubild zum technischen Erläuterungsbericht (1928–30)

Meyer plante einen Gebäudekomplex aus Ziegel, Stahl, Beton und Glas, der additiv aus einzelnen Baukörpern zusammengesetzt ist und sich in die Landschaft einpasst.
Meyer und Wittwer folgten in der Bundesschule dem Prinzip der kleinen Kreise des Schweizer Pädagogen Johann Heinrich Pestalozzi, einem Aufbrechen einer großen Gruppe in kleinere Einheiten. So folgte die Form des Gebäudes der Organisation des Schul- und Gemeinschaftslebens: „das prinzip der auflösung der großen gemeinschaft (120) in kleine Kreise (12x10) ist die grundlage dieses entwurfs“, erläuter Meyer sein Schulprojekt. Je 10 Schüler blieben für die vierwöchige Schulungszeit in einem Lebens- und Arbeitskreis beim Studium, Sport, Spiel, in der Wohngemeinschaft der fünf Doppelzimmer einer Etage und der Tischgesellschaft im Speisesaal zur Bildung eines Gemeinschaftsgefühl und gruppendynamischer Kennenlernprozesse immer zusammen. Damit entwarf Meyer nicht nur eine Form, ein „Gefäß“ für den Lehrbetrieb, sondern konzipierte eine völlig neue, sozial-pädagogische Organisation des Zusammenlebens, die in der Architektur ihren Ausdruck fand. Dies zeigt deutlich seine starke Tendenz zu sozialistischen Idealen.
In der bauhaus-Zeitschrift schrieb er 1928: „Diese Schule darf mit Recht gelockert erscheinen. Die kürzesten Wege des Zusammenkommens sind nicht durch verkürzte Korridore zu schaffen, sondern durch die Gelegenheit zum freundschaftlichen Sich-ergehen. Das Resultat: Nicht konzentrische Häufung von Baumassen, sondern exzentrische Lockerung der Bauteile.“ Der Entwurf entstand direkt aus den Funktionsdiagrammen, die Meyer für die Schule entwickelt hatte. Alle Aufenthaltsräume orientierten sich zur Landschaft, zu dem nahen See. Damit wurde eine starke Verbindung zur Natur hergestellt und eine optimale Besonnung der 60 Zweibettzimmer erreicht.

### Empfangsgebäude, Aula und Speisesaal

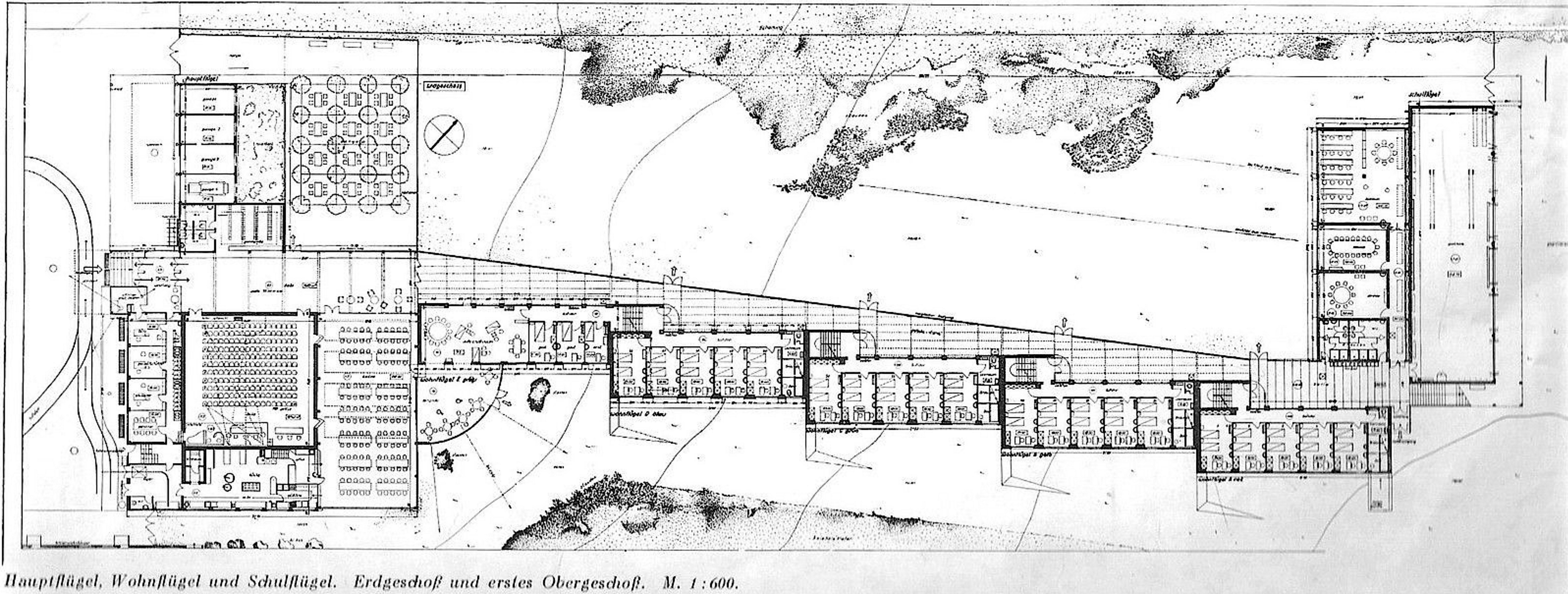
ADGB- Bundesschule in Bernau, Grundriss EG (1928–30)

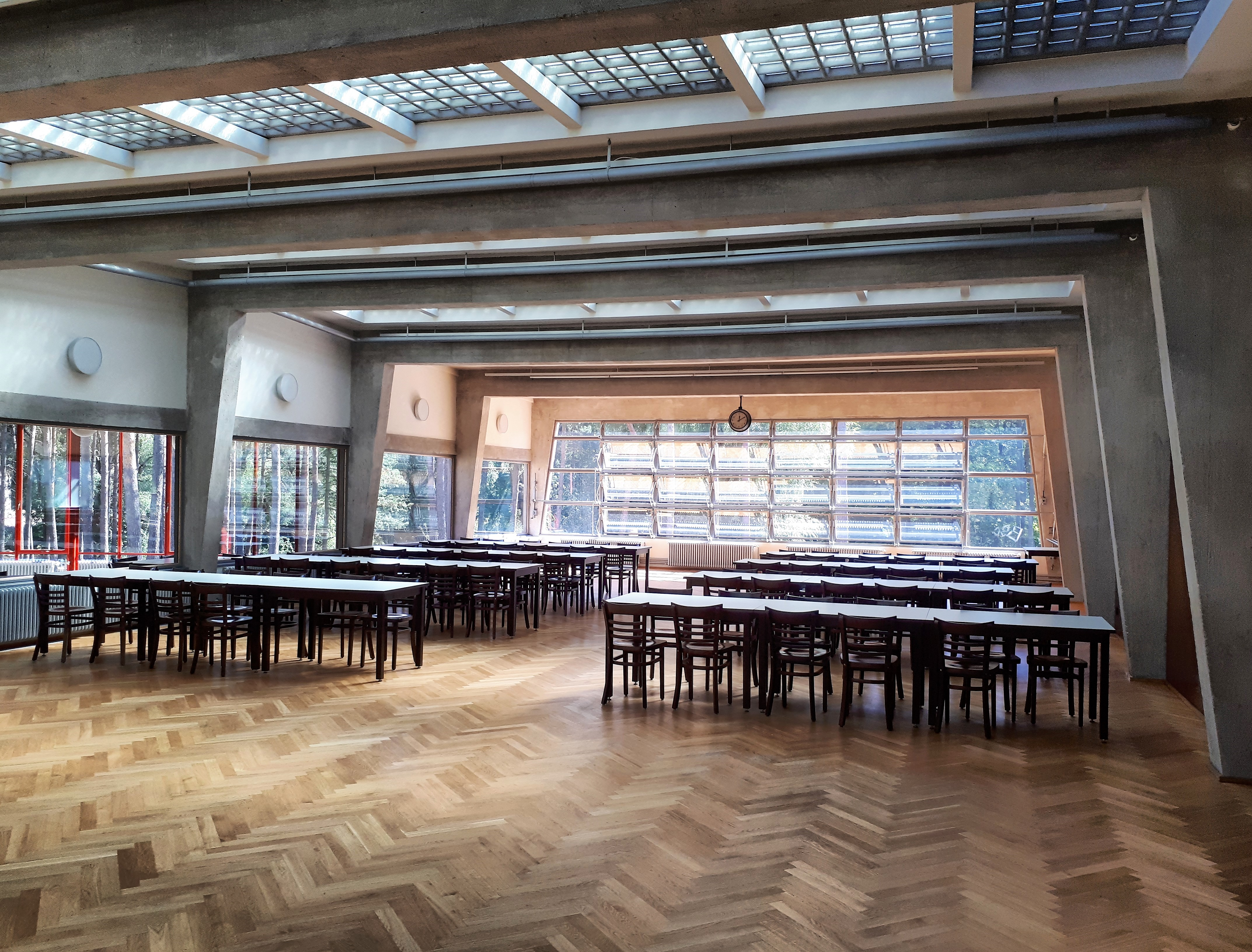

Die Zufahrt zur Schule erfolgte von der Wandlitzer Straße und einer dort abzweigenden betonierten Zufahrtsstraße mit einer runden Vorfahrt. Das ursprüngliche Empfangsgebäude erinnerte mit den drei Schornsteine der Heizungsanlage an ein Fabrikgelände. Diese und der blockhafte Kubus der Aula beherrschten das Bild. Davor waren Garagen, eine gläserne Kabine für den Pförtner und eine Anlieferungsrampe für den Küchenbereich angeordnet. Die für das Funktionieren des Hauses notwendigen Anlagen platzierte Meyer markant im Eingangsbereich und spielte mit Motiven aus dem Arbeitermilieu. Der Eingangsbereich wurde 1952–1953 bei Erweiterungsmaßnahmen in rotem Klinker überbaut.
Unmittelbar hinter dem Eingangsbereich sind die öffentlichen Häuser aufgestellt, die insgesamt einen quadratischen Grundriss ergeben. In der Mitte befindet sich die ebenfalls quadratische Aula. Diese Form sollte Ausdruck der Einheit, der Geschlossenheit einer Gemeinschaft sein. Es ist ein fensterloser Raum, die starke Introvertiertheit erlaubt eine maximale Konzentration auf das Geschehen. Eine ausgefeilte Technik unterstützte den Vortragenden: auf Knopfdruck ließ sich das Lichtband verkleinern, die Beleuchtung dimmen und man konnte drei Wandelemente an der Stirnseite, mit Karten und Schaubildern behängt, bewegen. Die Stirnseite des Raumes war mit silbernem schalldämpfendem Cellophanstoff (Bauhaus-Diplomarbeit von Anni Albers) verkleidet, so dass der Redner als „dozierende Silhouette“ vor einem weißen Quadrat erschien. Rund um die Aula reihten sich westlich die Verwaltungsgebäude, südlich die Küche und östlich Speisesaal, Liegesaal und Freizeiträume aneinander. Die Erholungsräume liegen nach Südosten mit Blick über den Teich und das Freibad. Im Gegensatz zur Aula waren diese Einrichtungen so angelegt, dass sie ein Abschweifen der Gedanken, eine Erholung des Geistes erlaubten.

### Wohntrakte

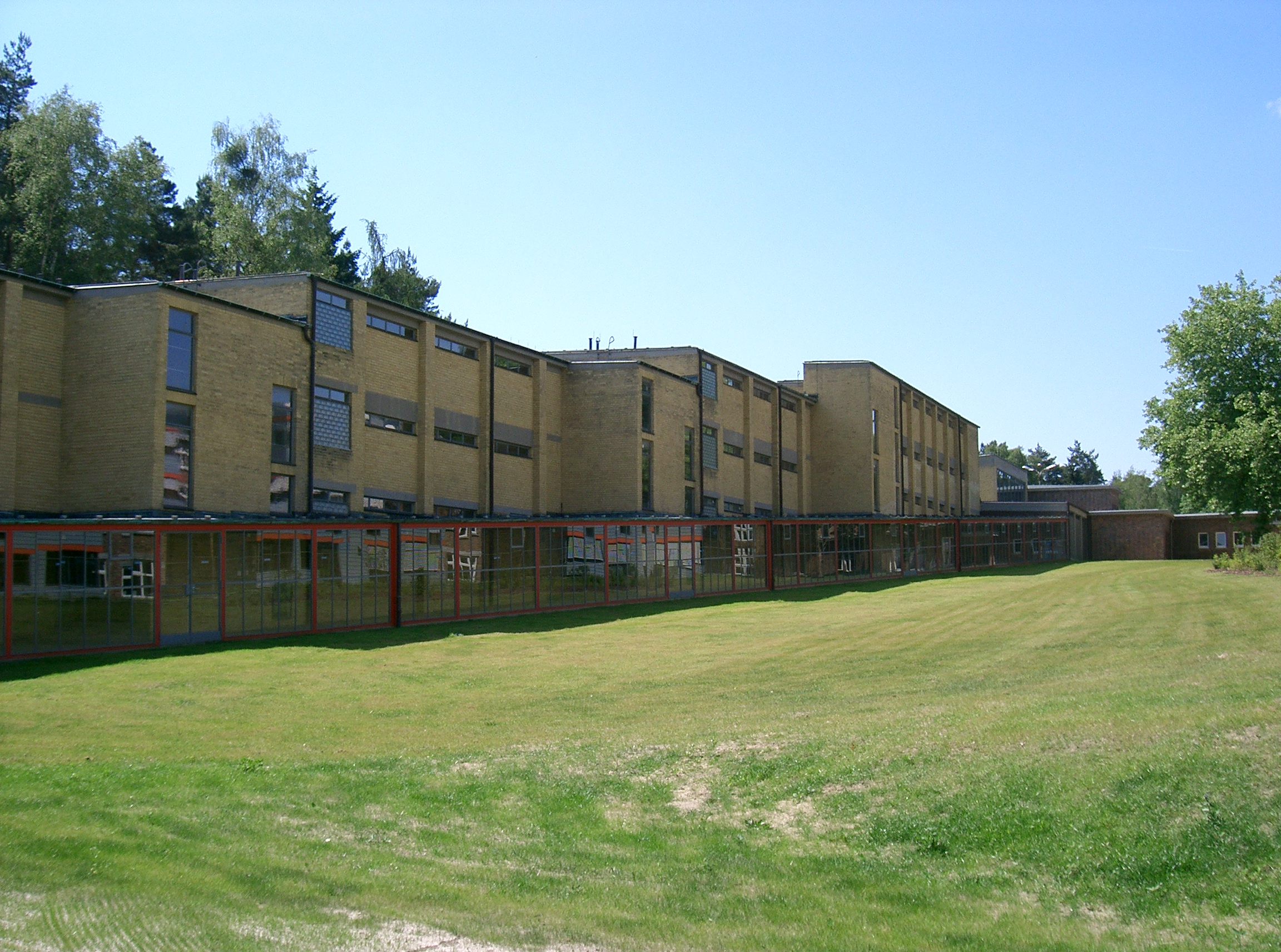
Wohntrakt (Nordseite)

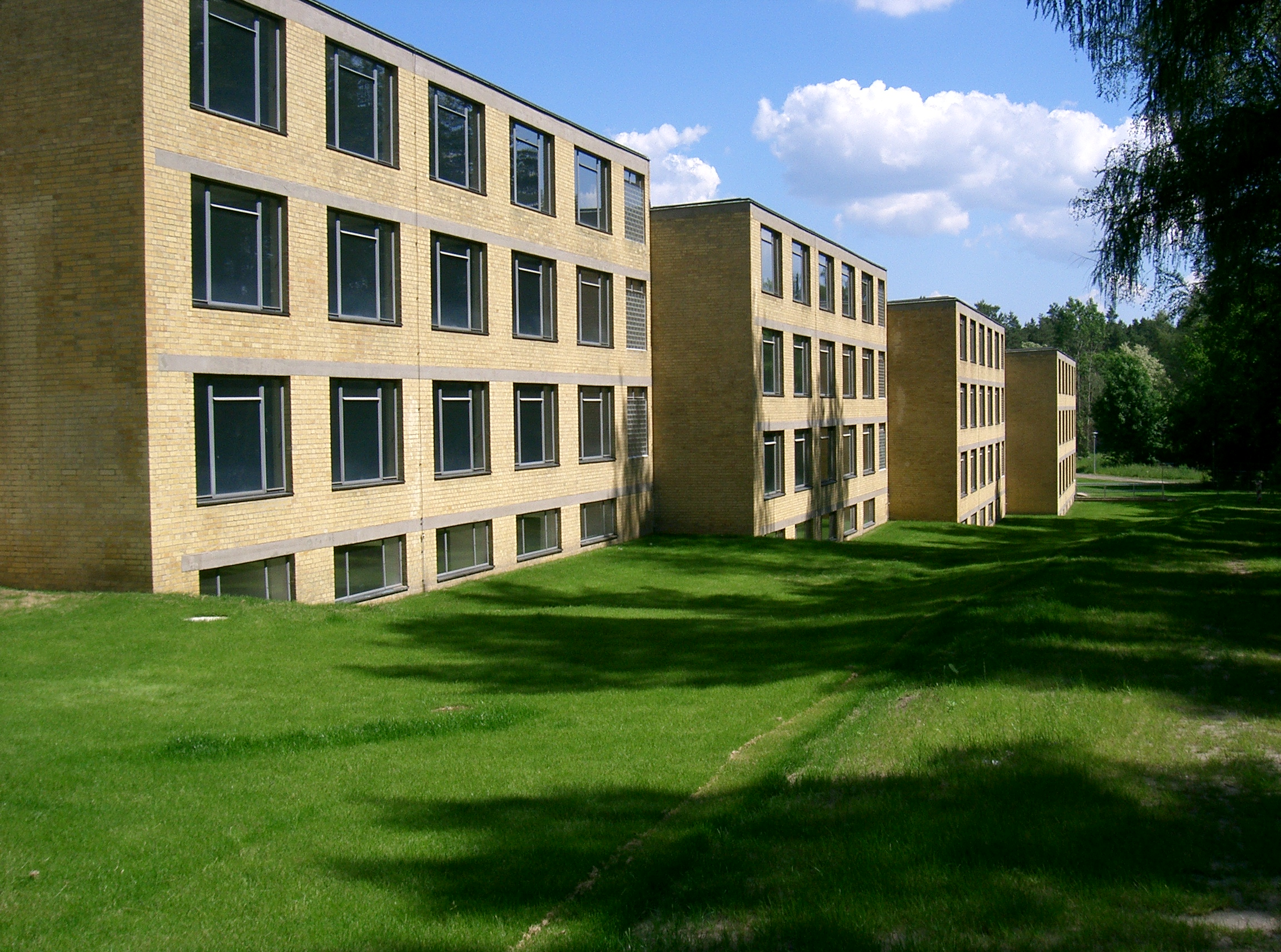
Wohntrakt (Südseite)

Südlich reihen sich die fünf Wohntrakte an, zum Norden hin hatte man freie Sicht in die Landschaft. Die Anlage wird einhüftig über die ganze Länge mittels eines überdachten Glasganges erschlossen. Der Gang folgt dem Geländeverlauf und hat somit ein Gefälle von fünf Metern. Die rückspringenden Kanten der Wohntrakte bilden Nischen, die als Kommunikations- und Aufenthaltsräume dienen. Meyer schuf nicht nur eine Erschließung, sondern gleichzeitig einen öffentlichen Raum, der auch bei Regenwetter als Bewegungszone genutzt werden kann. Farbige Lichtsignale dienten der Orientierung. Jedem Wohntrakt war eine Farbe (z. B. rot) zugeordnet, die sich dann in den einzelnen Stockwerken weiter differenzierte (z. B. karmin, zinnober, rosa). Die farbliche Zuteilung zeigen die Türen der Internatsaufgänge und Fußböden und Wände der Flure. Die 120 Schulungsteilnehmer waren in vier unteren Wohntrakten mit drei Etagen mit jeweils fünf Zweibettzimmern mit Waschtischen und ungewöhnlich großen Fenster mit Blick auf den kleinen See und die Natur untergebracht. Am Ende jeder Etage lag ein Gemeinschaftsbad mit WC, Dusche und Wanne Der oberste an das öffentliche Gebäude angrenzende Trakt beherbergte Kranke, Gastredner und das Personal.

### Lehrgebäude

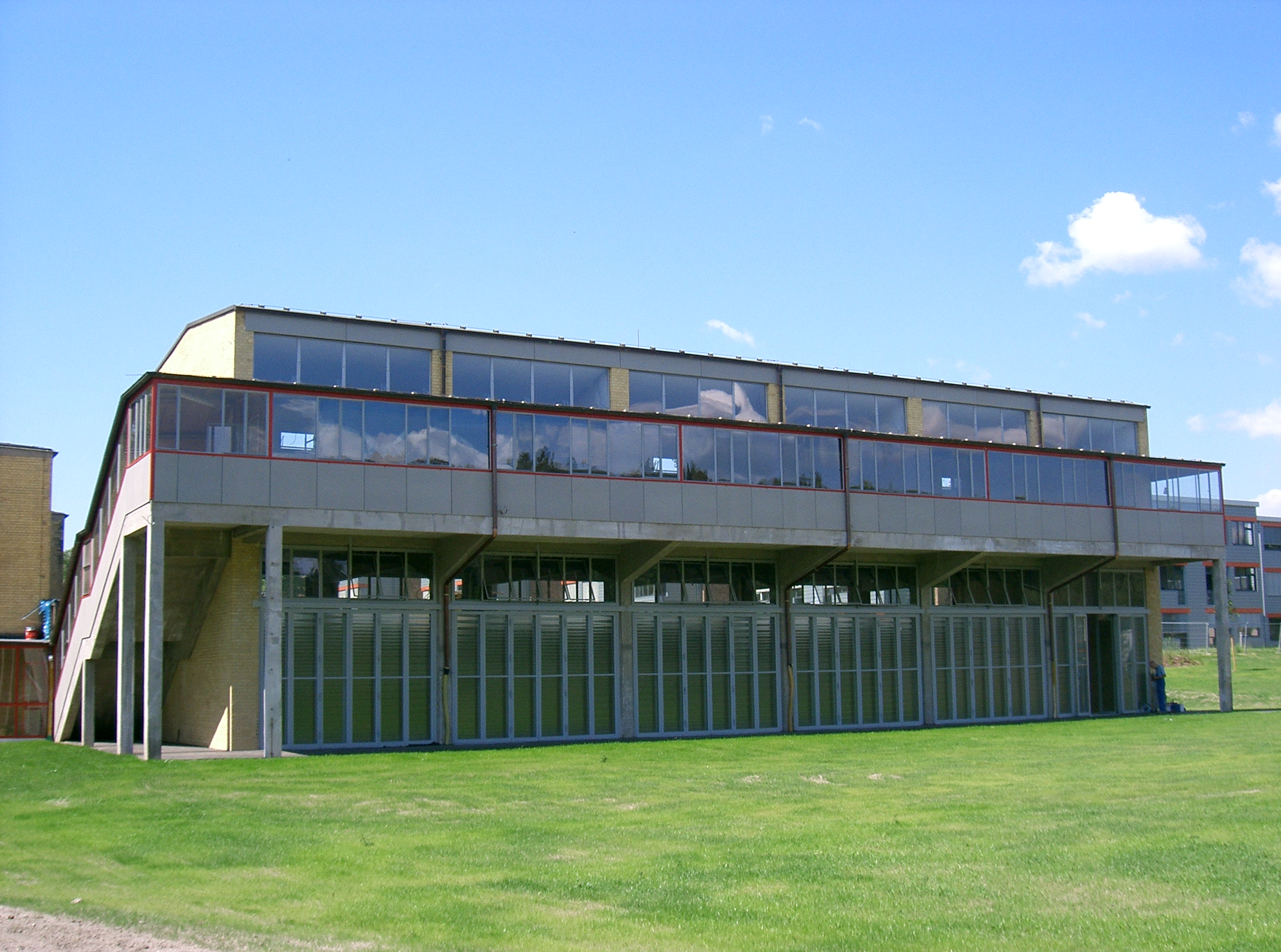
Sporthalle, darüber drei Klassenräume

Am weitesten von der Straße abgerückt liegt der Schulflügel. Im Erdgeschoss befanden sich zwei Seminarräume, ein Lesesaal und die Turnhalle. Der lange Gang endet in einer Treppe und einem Laubengang, der das Obergeschoss erschließt. Dort gibt es drei Klassenräume, die wie die Aula mit technischen Finessen ausgestattet waren. Sie erhalten von zwei gegenüber liegenden Fensterreihen Tageslicht; eine nach innen geneigte Decke verteilt das Licht in die Raumtiefe. Hier ist die Aussicht eingeschränkt, um die Konzentration zu erleichtern.

### Lehrerwohnhäuser und Sportanlagen
Die Lehrer und Angestellten lebten mit ihren Familien direkt neben der Schule. Sie waren in separaten Häusern untergebracht, um ein eigenständiges Familienleben zu ermöglichen. Die Häuser sind zur Straße hin orientiert, haben alle eine Terrasse und bilden das Pendant zum Baukörper des Schulflügels.
Da dem Sport nach Hannes Meyer als hohe schule des kollektivgefühls eine besondere Aufgabe zukam, verfügte die Bundesschule neben einer Turnhalle über einen Sportplatz und zwei Tennisplätze. Im Nordteil des natürlichen Teiches befand sich ein Freibad mit einer 50-Meter-Schwimmbahn, das nach 1947 mehrmals verändert wurde.

### Rezeption
Der Bau gilt als eines der bedeutendsten Werke der Architekten des Bauhauses. Es ist neben dem Bauhaus in Dessau das größte Bauhausprojekt.

### Besucherzentrum
Nachdem das Bauensemble 2017 den Welterbe-Titel erhalten hatte veranlassten die Stadt Bernau und der Verein baudenkmal bundesschule bernau, in Eingangsnähe den Bau eines gesonderten Besucherzentrums. Die Pläne stammen von Architekt Thomas Steimle, die Ausschreibung gewann die Baufirma Mark A. Krüger, Anfang März 2021 war Richtfest begangen, mit dem Bernauer Bürgermeister André Stahl und Anja Guttenberger, der zukünftigen Leiterin des Besucherzentrums. Das eingeschossige Bauwerk ist eine Pfosten-Riegel-Konstruktion mit Glasfassade und Sichtbetonflächen. Für die Bauarbeiten standen rund zwei Millionen Euro zur Verfügung, davon 1,2 Millionen aus dem Bundesförderprogramm Nationale Projekte des Städtebaus. Die Einweihung erfolgte am 11. Februar 2022. Betreiberin ist die Bernauer Stadtmarketing GmbH (BeSt).

## Geschichte

### Wettbewerb

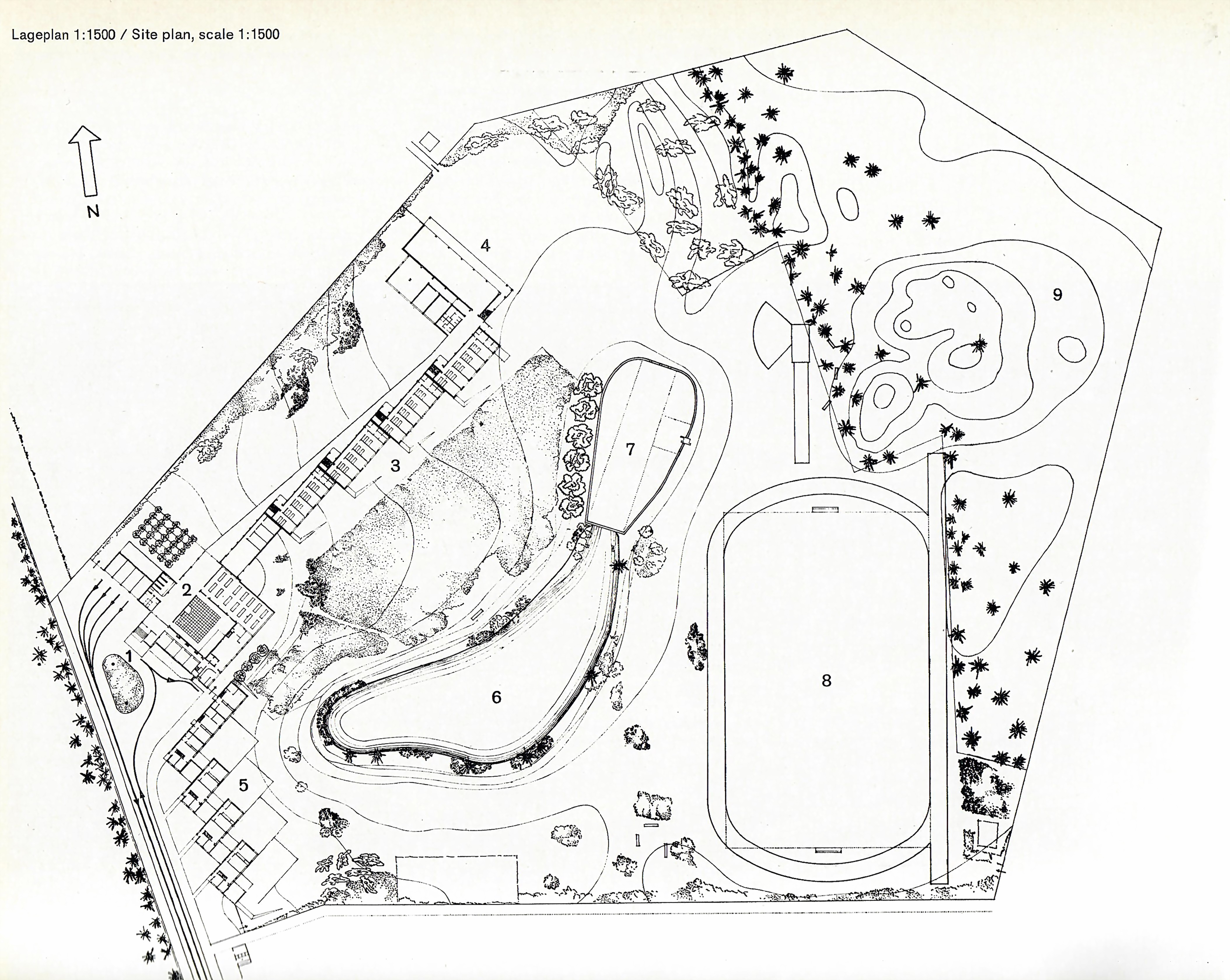
ADGB-Bundesschule in Bernau, Lageplan (1928)

Die Aufgaben der Gewerkschaften in den späten 1920er Jahren erforderten eine verbesserte Ausbildung der Funktionäre. 1927 beschloss der Bundesausschuss des ADGB, die Errichtung einer zentralen gewerkschaftlichen Bildungseinrichtung.
Das 6,2 ha große Grundstück liegt außerhalb von Bernau, es handelte sich um eine Lichtung zwischen Kiefernwäldern mit einem kleinen See, eine idyllische Landschaft, sehr ruhig und leicht hügelig. Im Jahr 1928 pachtete der ADGB das Gelände und schrieb noch im gleichen Jahr einen beschränkten Wettbewerb zum Bau eines Schulkomplexes unter sechs Architekten aus. Das Gebäude war zur Weiterbildung und Erholung der Gewerkschaftsfunktionäre vorgesehen. Das Haus sollte laut Ausschreibung ein „Musterbeispiel moderner Baukultur“ werden, zum einen, um den Arbeitern die Dankbarkeit des ADGB zu erweisen, zum anderen sollte der Bau eine Vorbildfunktion haben. Die meist aus ärmlichsten Verhältnissen stammenden Arbeiter sollten am eigenen Leib spüren, was modernes Wohnen bedeuten kann, sollten Ziele und Methoden moderner Wohnkultur kennenlernen. Der Plan sah vor, dass 120 Arbeiter für jeweils vier Wochen dort Unterkunft finden. Geboten wurden folgende Unterrichtsfächer: Studium der Gewerkschaftsbewegung, Betriebslehre, Volkswirtschaftslehre, Versicherungs- und Arbeitsrecht, Sozialpolitik, Arbeitshygiene. Das Raumprogramm umfasste 60 Zweibettzimmer, Zimmer für Lehrer, Gastredner, Personal und Kranke. Zur Fortbildung sollte es mehrere Seminar- und Vortragsräume, Aufenthaltsräume und eine Turnhalle geben. Ein großer Park diente der Erholung. Dazu kamen noch Speisesaal, Küche, Verwaltung und die Wohnhäuser der Lehrenden.
Hannes Meyer, Direktor des Bauhauses Dessau, gewann mit seinem Entwurf den ersten Preis, die nachfolgenden Plätze belegten Max Berg, Alois Klement, Willy Ludewig, Erich Mendelsohn und Max Taut.

### Bau

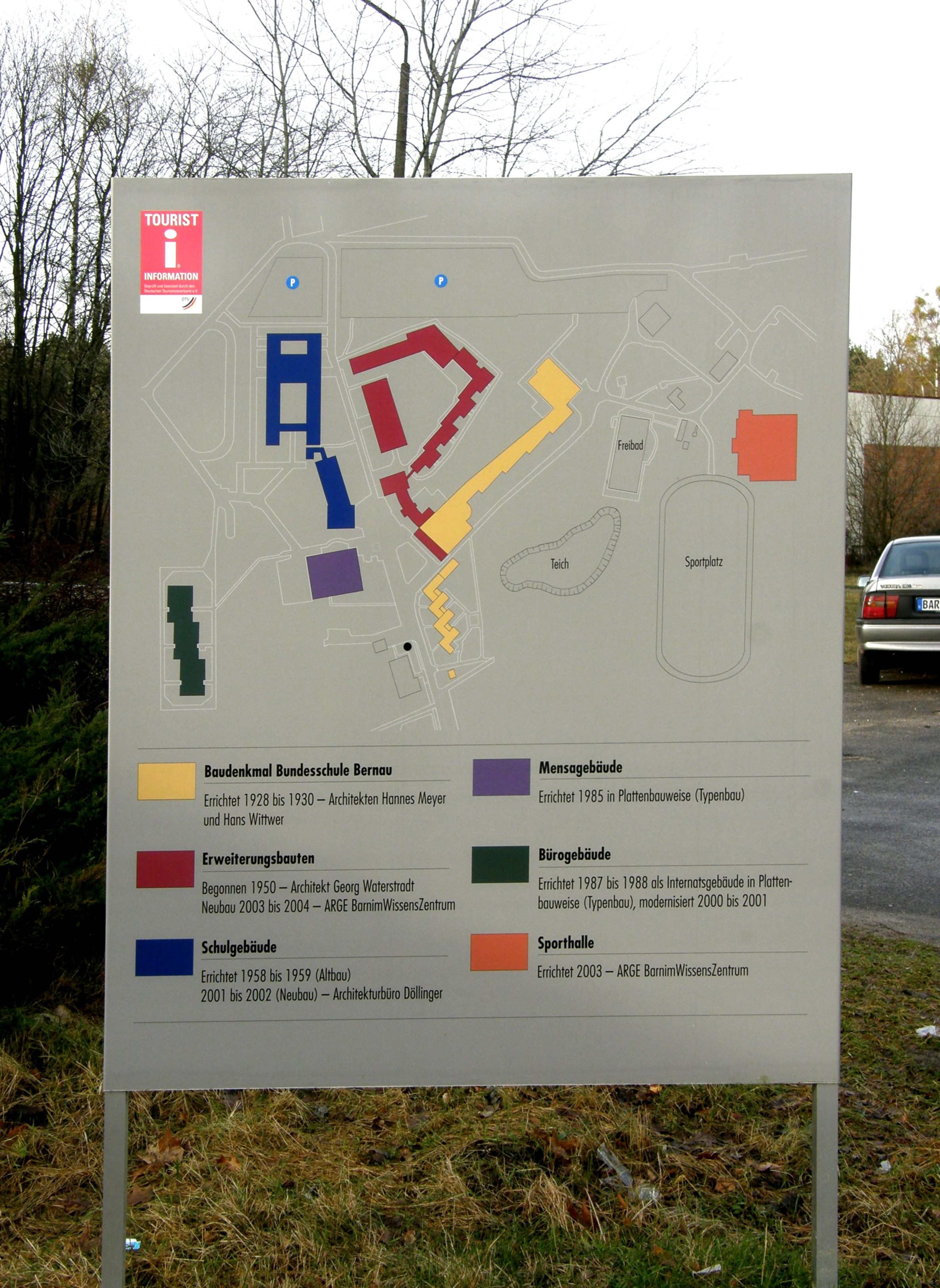
Übersichtsplan des Schulareals mit Kennzeichnung der verschiedenen Bauphasen

Federführend bei Planung und Bau waren Hannes Meyer und Hans Wittwer, sein langjähriger Mitarbeiter und Leiter der Bauabteilung am Bauhaus. Die Grundsteinlegung erfolgte am 29. Juli 1928. Am 22. August begann der Bau der Schule. Am 15. Mai 1929 feierte man das Richtfest. In der Folge stellten sich zahlreiche Mängel heraus, wie Kälte und Überhitzung aufgrund von Planungsfehlern, Verwerfungen wegen der Verwendung unerprobter Baustoffe wie Kork-Linoleum-Böden und Zugluft sowie undichte Keller durch Ausführungsfehler. Die Fachleute mussten korrigierende Nacharbeiten ausführen.

### 1930–1945
Am 4. Mai 1930 erfolgte die Einweihung der Schule, die dann für drei Jahre vom ADGB zur Aus- und Weiterbildung von Gewerkschaftsfunktionären genutzt werden konnte.
Einen Tag nach dem Tag der nationalen Arbeit besetzte die SA am 2. Mai 1933 die Gewerkschaftsschule und wandelte sie für die DAF in eine Reichsschule der NSDAP (volkstümlich auch Reichsführerschule) um. Ende 1935 wurde der Gebäudekomplex an den Sicherheitsdienst des Reichsführers SS übergeben. Unter der Bezeichnung „SD-Führerschule“ bzw. SD-Schule Bernau wurde aus dem Objekt die Führerschule für Angehörige der SS, der Gestapo und für die Einsatzgruppen der Sicherheitspolizei und des SD. Zudem fanden hier Konferenzen der Reichsstudentenführung, einzelner Ämter des Sicherheitsdienstes und des Reichssicherheitshauptamtes statt. Später waren auch kleinere Dienststellen des Reichssicherheitshauptamtes im Haus, vor allem die Abteilung I F (Weltanschauliche Erziehung), untergebracht. Ab Juli 1939 wurden Einweisungen, ein spezieller Lehrgang und Übungen auf dem Gelände für das „Unternehmen Tannenberg“ in Vorbereitung des Überfalls auf Polen durchgeführt. Das betraf die Einweisung der SS-Gruppenführer für den „polnischen Überfall auf den Sender Gleiwitz“ zur geplanten Auslösung des Zweiten Weltkrieges sowie die „Intelligenzaktion“ zur Liquidierung der polnischen Führungsschicht. Im April 1945 besetzten Einheiten der Roten Armee das Gelände.

### 1945–1990
Nach dem Kriegsende dienten die Gebäude ab Frühjahr 1945 der Roten Armee als Lazarett, bis die Sowjetische Militäradministration sie 1946 dem Bundesvorstand des neu gegründeten FDGB übergab. Ab dem 2. Mai 1947 nutzte der FDGB die Schule, die 1951 den Namen Gewerkschaftshochschule „Fritz Heckert“ erhielt.

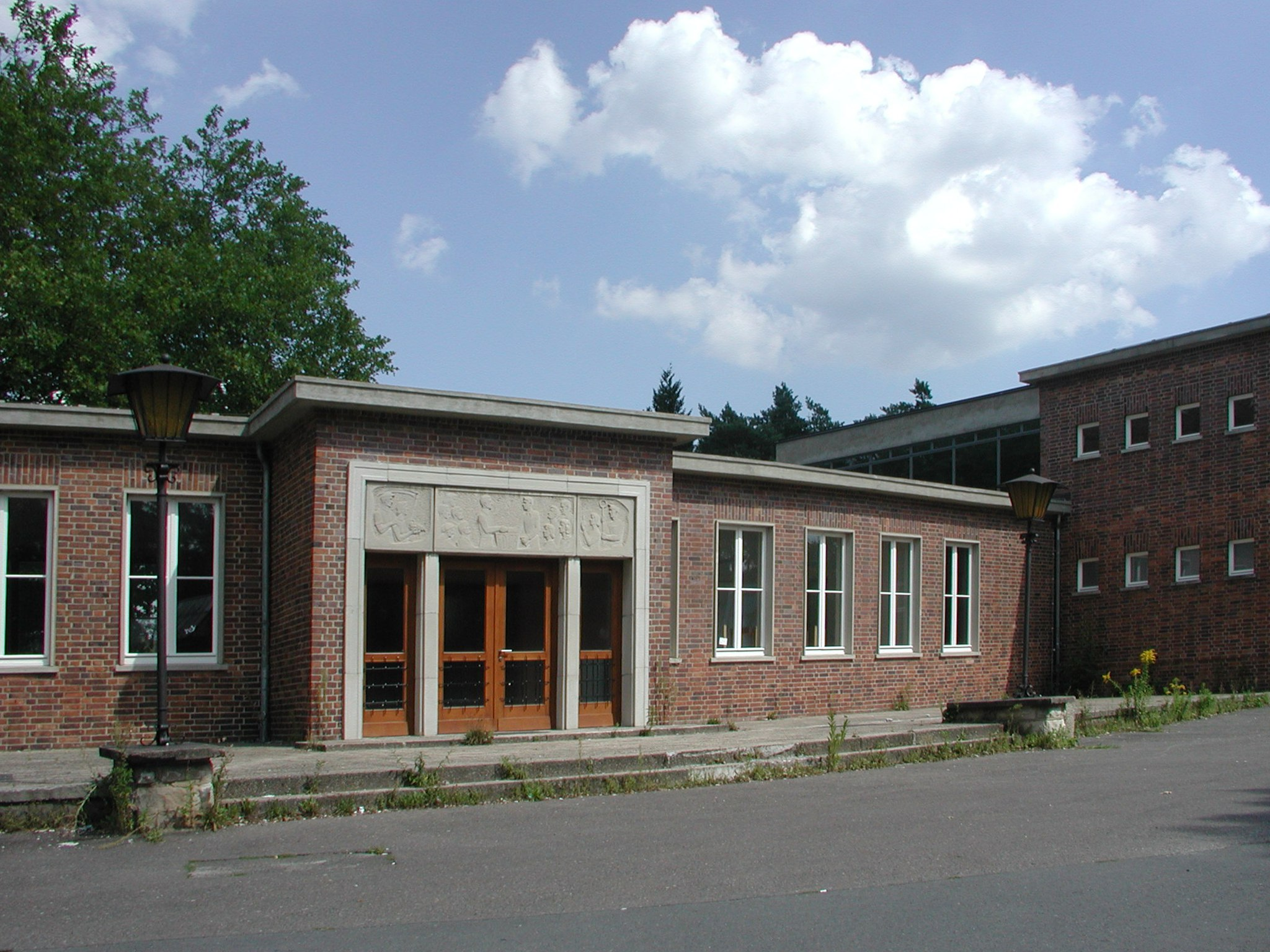
Beispiel für einen Erweiterungsbau nach dem Krieg

In den 1950er Jahren wurde das Ensemble nach Planungen des Architekten Georg Waterstradt erweitert. 1977 erhielt der gesamte Komplex den Denkmalschutz-Status der DDR.

### Seit 1990
Nach der Wende, am 4. Mai 1990 gründete sich der Verein baudenkmal bundesschule bernau, der sich die Bewahrung des Ensembles zum Ziel setzt. Ab Oktober 1990 versuchte ein aus der Gewerkschaftshochschule hervorgegangenes Bildungs- und Begegnungszentrum Bernau e. V. hier arbeitnehmerorientierte Weiterbildung anzubieten. Der neue Eigentümer der Immobilie, der DGB, sah aber keine Möglichkeit, an diesem Ort die zentrale gewerkschaftliche Bildung wieder aufzunehmen. Nach zeitweiliger Verwaltung des Ensembles durch die Treuhand trat das Land Brandenburg 1993 in den Erbbauvertrag mit der Stadt Bernau ein. Von September 1991 bis August 1998 diente das Ensemble als Fachhochschule für öffentliche Verwaltung.
Am 1. September 2001 erwarb die Handwerkskammer Berlin das Ensemble des Baudenkmals. Im Frühjahr 2002 starteten Vorbereitungen für die Sanierung und Rekonstruktion, die im Frühjahr 2003 begann und bis 2005, teilweise auch bis 2007 dauerte. Beteiligte Architekten waren Brenne Gesellschaft von Architekten mbH, die Landschaftsarchitekten Landschaft Planen & Bauen, Pichler Ingenieure und das Ingenieurbüro Thomas. Neun Firmen aus dem Bundesland Brandenburg und aus Berlin führten die einzelnen Arbeiten aus.
Die Anbauten aus den 1950er Jahren dienen seit 2004 der Stadt Bernau als Schule.
Mit dem Abschluss der Umbaumaßnahmen erhielt das gesamte Baudenkmalsensemble den Namen Hannes-Meyer-Campus zu Ehren eines seiner Planer.
Das restaurierte und sanierte Hauptgebäude (neuer Name Meyer-Wittwer-Bau) dient seit 2007 im Auftrag der Handwerkskammer Berlin als Seminar- und Lehrgangshotel, Betreiber ist der Internationale Bund. Weitere früher gebaute Gebäude werden vom Barnim-Gymnasium genutzt. Außerdem sind Neubauten hinzugekommen. Die gesamte schulische Ausbildung auf dem Hannes-Meyer-Campus firmiert mittlerweile als BarnimWissensZentrum (Stand 2018).
In einem der historischen Gebäude befand sich bis 2013 das Brandenburgische Landesjugendamt.
Im Jahr 2007 erhielt der Umbau den Brandenburgischen Architekturpreis und der dahinterstehende Verein erhielt 2015 den Brandenburgischen Baukulturpreis (Initiativpreis).
Das erhaltene Freibad ließ die Stadt Bernau ab 2009 sanieren, es konnte am 23. Mai 2014 wieder eröffnet werden.
Ein Antrag zur Aufnahme des Ensembles in das Weltkulturerbe der UNESCO wurde 2016 gestellt, gemeinsam mit anderen Bauhaus-Standorten; die UNESCO beriet darüber 2017 bei ihrer Sitzung in Krakau. Am 9. Juli 2017 erklärte sie die Bundesschule zum Weltkulturerbe.